# Искусственная иммунная система
Искусственная иммунная система (ИИС) - это класс автоматизированных вычислительных систем, которые основаны на принципах и процессах иммунной системы позвоночных. Обычно такие алгоритмы используют память и обучаемость иммунной системы для решения заданных проблем.

## Определение
Искусственная иммунная система (ИИС) - адаптивная вычислительная система, использующая модели, принципы, механизмы и функции, описанные в теоретической иммунологии, которые применяются для решения прикладных задач.
Несмотря на то, что природные иммунные системы изучены далеко не полностью, на сегодня существуют по меньшей мере три теории, объясняющие функционирование иммунной системы и описывающие взаимодействие её элементов, а именно: теория негативного отбора, теория клональной селекции и теория иммунной сети. Они легли в основу создания трех алгоритмов функционирования ИИС.

## История
ИИС появились в середине 1980-х годов в статьях Фармера, Паккарда и Перельсона (Farmer, Packard, Perelson) (1986) и Берсини и Варела (Bersini, Varela) (1990) по иммунным сетям. Однако основы ИИС утвердились только к середине 1990-х годов. Форрест (Forrest) (негативный отбор) и Кепхарт (Kephart) опубликовали первую статью по ИИС в 1994 и Дасгупта (Dasgupta) провёл обширные исследования негативного алгоритма отбора. Хант и Кук (Hunt, Cooke) начали работу над иммунным сетевым алгоритмом в 1995; Тиммис и Нил (Timmis, Neal) продолжили эту работу и внесли некоторые улучшения. Первая книга по искусственным иммунным системам вышла под редакцией Дасгупты (Dasgupta) в 1999 году.

## Методы
Общие методы основаны на конкретных иммунологических теориях, которые объясняют функции и поведение адаптивной иммунной системы млекопитающих.
- Клональный алгоритм отбора - класс алгоритмов, основанных на теории клоновой селекции приобретённого иммунитета, которая объясняет, как Б и Т лимфоциты улучшают их реакцию на антигены с течением времени, что называется affinity maturation. Эти алгоритмы сосредоточены на атрибутах теории Дарвина, где выбор основан на близости взаимодействия антигенов и антител и репродукции на принципе деления клеток и вариациях на основе соматических гипермутаций.
- Негативный алгоритм отбора
- Иммунный сетевой алгоритм
- Дендритный алгоритм